# Schizaphis gracilis
Schizaphis gracilis är en insektsart som beskrevs av Richards 1963. Schizaphis gracilis ingår i släktet Schizaphis och familjen långrörsbladlöss. Inga underarter finns listade i Catalogue of Life.